# خانه ساعتی
خانه ساعتی مربوط به دوره پهلوی است و در تبریز، خیابان تربیت، کوچه کرباسی واقع شده و این اثر در تاریخ ۱۶ اسفند ۱۳۸۴ با شمارهٔ ثبت ۱۴۹۴۹ به‌عنوان یکی از آثار ملی ایران به ثبت رسیده است.